# Die Kunst der Fuge
Die Kunst der Fuge (BWV 1080) is een compositiecyclus van Johann Sebastian Bach, in eerste aanleg gecomponeerd omstreeks 1742 en enkele jaren daarna, met het oog op publicatie, uitgebreid en herzien en postuum  uitgegeven in 1751. In deze publicatievorm betreft het een collectie van veertien fuga's en vier canons.

## Karakterisering
De compositiecyclus biedt een staalkaart van mogelijkheden in het contrapunt. Elke fuga, door Bach met contrapunctus betiteld, is, afgezien van de onvoltooid overgeleverde laatste fuga, gebaseerd op een eenvoudig grondthema, dat in de eerste fuga meteen aan het begin wordt geïntroduceerd:

De compositiecyclus is door tijdgenoten, latere componisten en muziektheoretici tot de 20e eeuw gewaardeerd als een praktisch klavierwerk. Pas in de 20e eeuw is er een sluier van mysterie over het werk getrokken. Zo ontstonden er drie onopgeloste problemen rond de Kunst der Fuge:
- Bach heeft de cyclus niet kunnen voltooien: het werk is onvolledig overgeleverd. Maar de vraag is gesteld of Bach het niet heeft kunnen afmaken door zijn overlijden, of dat het ontbrekende deel simpelweg zoek geraakt is (zie Een onvoltooid werk).
- Het is niet duidelijk voor welk instrument het werk geschreven is: Bach heeft elke stem – de fuga's, dubbelfuga's, spiegelfuga's enzovoorts zijn alle hooguit vierstemmig – afzonderlijk, in partituurvorm, genoteerd. Dat dit destijds gebruikelijk was voor dergelijke klavierwerken in contrapunt heeft niet verhinderd dat het werk in de 20e eeuw aanleiding heeft gegeven tot discussies en speculaties over de vraag voor welk instrument of welk ensemble Bach het werk bedoeld zou hebben (zie Bezetting).
- Of Bach uitvoeringen van het werk voor ogen had is niet bekend. Wilde hij alleen een academisch bewijs van zijn kunnen tonen of had hij werkelijk een uitvoeringsstuk voor ogen bij het componeren van de Kunst der Fuge (zie Uitvoering)?

## Ontstaansgeschiedenis en de eerste uitgave

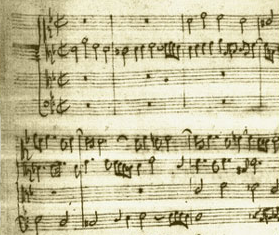
Bladzijde uit Die Kunst der Fuge

Bach was vanzelfsprekend op de hoogte van wat er op het gebied van contrapunt was gecomponeerd, een muzikaal terrein waarin hij excelleerde en zijn gelijke niet had en waarin hij nieuwe standaarden had geschapen. Zijn plan om systematisch de mogelijkheden van het contrapunt uit te putten, is dan ook een logisch gevolg van zijn opvatting over muziek dat het contrapunt de kern van de muziek is, zijn eigen kunnen en zijn positie als meester van de fuga. Zowel instrumentaal als vocaal zou hij dit plan gestalte geven in respectievelijk de Kunst der Fuge en de grote Mis in b.
- De Kunst der Fuge is volledig gebouwd op hetzelfde thematische materiaal, een samenballing van de uiterste technische eisen op het gebied van contrapunt;
- De Mis in b is qua dimensie gelijk aan de Matthäus- en Johannes-Passion, maar de mis staat op zichzelf door de dominante rol van koraalfuga's en vooral door haar brede scala aan contrapuntische compositietechnieken.

Bij het opzetten van de Kunst der Fuge speelden twee compositieprojecten voor Bach een belangrijke voorbereidende rol: Das wohltemperierte Klavier en de Goldbergvariaties. In het eerste werk draait alles om fuga's en in het andere wordt het idee van een meerdelige, monothematische cyclus volledig uitgewerkt. Beide werken werden aan het begin van de jaren 1740 voltooid; de eerste versie van de Kunst der Fuge dateert uit dezelfde periode, namelijk 1742.
De eerste versie uit 1742, nog zonder titel, bestaat uit veertien titelloze delen en vormt een logisch opgezette complete cyclus van twaalf fuga's en twee canons. Het werk is op twee principes gebaseerd:
- het soort contrapunt loopt op in moeilijkheid en complexiteit. De delen zijn later in de gedrukte versie met de gebruikelijke Latijnse en Italiaanse namen aangeduid: per augmentationem et dimininutionem (met het thema in verdubbelde en gehalveerde nootwaarden); in contrario motu (met het gehele deel in tegengestelde beweging); contrapunctus inversus (de gehele toonzetting omgekeerd in spiegelbeeld); in contrapunto alla terza, quinta, decima of duodecima (een canon waarbij volgende stem een octaaf plus een terts, kwint, decime of duodecime inzet)
- toenemende levendigheid van het subject door ritmisch-metrisch bewerkingen die bijdragen aan de variëteit van het werk en een ontwikkeling geven van eenvoudige 16e-eeuwse contrapunt via delen die aansluiten bij de Franse stijl en culminerend in uiterst verfijnd maniërisme

Bach hield zich in de laatste acht à negen jaar van zijn leven bezig met gecompliceerde contrapuntwerken: de Goldbergvariaties (1742), het Musicalisches Opfer (1747) en de Canonischen Veränderungen über Von Himmel Hoch (1747). De Kunst der Fuge is de muzikale neerslag van de conceptuele gedachte achter deze contrapuntcomposities, maar verschilt daarvan door een significant grotere systematiek, indikking van de materie en de mate van abstractie. In de Mis in b vindt de Kunst der Fuge zijn vocale pendant. Tussen 1742 en 1746 bewerkte Bach de compositie en breidde het uit, met name de eerste drie fuga's die langere einddelen kregen en de Canon per Augmentationem (nr. 12) die volledig werd herschreven. Toegevoegd werd een contrapunt (nr.4), twee canons en een contrapunt 14, wat de uitgevers de Fuga a 3 Soggeti noemden. In dit laatste deel introduceerde hij een vierde fugathema op de letters van zijn eigen naam B-A-C-H (B en H respectievelijk de Duitse notennamen voor Bes en B, zie ook BACH-motief). Deze quadruplefuga is waarschijnlijk door Bach gecomponeerd toen het graveren van de Kunst der Fuge al was gestart.
Bach deelde het werk zo in dat het een soort tekstboek over fuga's werd met 5 hoofdstukken: enkelvoudige fuga's, contrafuga's, fuga's met meer thema's, spiegelfuga's en canons. Tegen deze tijd heeft Bach ook de titel Die Kunst der Fuga (sic) gebruikt (op de autograaf van de eerdere versie geschreven door zijn schoonzoon Altnickol). Volgens Wolff bestaat er geen twijfel over dat Bach zelf de titel gebruikte.

## Opbouw van de compositiecyclus
De Kunst der Fuge is als volgt opgebouwd
- Enkelvoudige fuga's waarbij het hoofdthema wordt geïntroduceerd in reguliere (rectus) of omgekeerde (invertus) vorm. Deze eerste vier fuga’s geven de mogelijkheden van het thema: in fuga 1 en 2 in de originele vorm en al voortbouwend met kleine ritmische wijzigingen en syncopen, en in fuga 3 en 4 bovendien gespiegeld.
  - Contrapunctus 1, fuga a 4 voci
  - Contrapunctus 2, fuga a 4 voci
  - Contrapunctus 3, fuga a 4 voci
  - Contrapuncuts 4, fuga a 4 voci

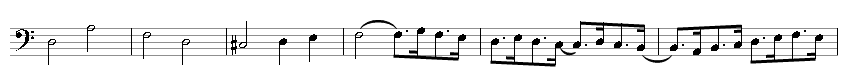
Contrapunctus 1
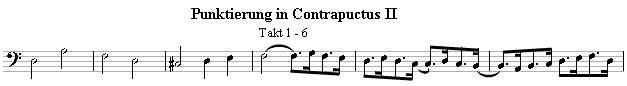
Contrapunctus 2
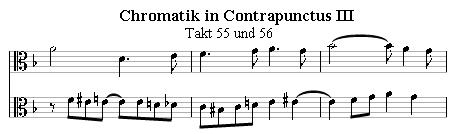
Contrapunctus 3
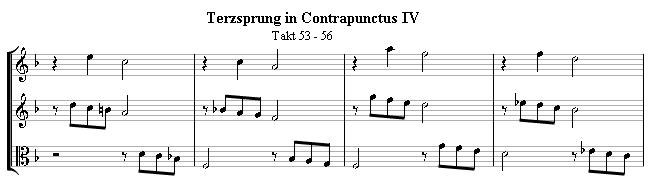
Contrapunctus 4

- Contrafuga's: hoofdthema's geïntroduceerd samen met hun inverse. Bij de fuga's in deze groep heeft Bach de originele vorm van het thema en de gespiegelde vorm direct tegen elkaar gezet en bovendien de inzetten in stretto (dat wil zeggen dicht op elkaar, terwijl de vorige inzet nog wordt uitgewerkt) laten volgen. In deze groep gaat de ritmische uitwerking verder; in stylo francese (Franse stijl) voor de zesde fuga heeft betrekking op de vele versieringen en de snelle voorslagen en snelle loopjes waarmee de noten worden omspeeld. In de zevende fuga is het thema zowel in langere notenwaarden (per augmentationem) als in kortere notenwaarden (per diminutionem) te horen en bovendien met zestienden omspeeld, enigszins naar Italiaans voorbeeld
  - Contrapunctus 5, fuga a 4 voci
  - Contrapunctus 6, fuga a 4 voci in stilo Francese
  - Contrapunctus 7, fuga a 4 per Augment: et Diminut:

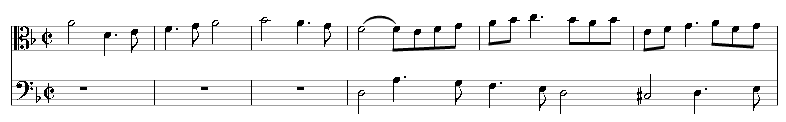
Contrapunctus 5
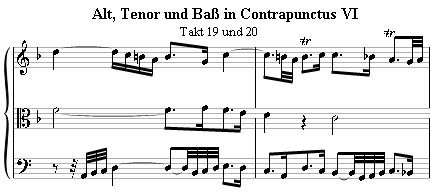
Contrapunctus 6

- Fuga's met meerdere thema's: hoofdthema gecombineerd met contrasubjecten. In deze groep wordt het spel met de thema's complexer. De 8e fuga is driestemmig en kent drie verschillende thema's, waarvan de eerste twee geheel nieuw zijn en het hoofdthema zozeer is gevarieerd dat het niet direct als zodanig opvalt. Het slot is een tripelfuga, waarbij de drie thema's tegen elkaar worden geplaatst. De negende fuga biedt daarop wat technische rust; ze is ondanks de snelle zestiende loopjes helder en duidelijk van opzet. De tiende fuga is Contrapunctus 10 a 4, alla Decima (de stemmen staan een octaaf plus een terts van elkaar af). Nieuwe thema's worden gecombineerd in grondligging en gespiegeld, het hoofdthema verschijnt gespiegeld en in ritmisch gevarieerde versies; de fuga eindigt met een dubbelfuga. In de elfde fuga wordt dit voortgezet, maar in een compactere vorm en met snellere loopjes in het uit elkaar gehaalde hoofdthema
  - Contrapunctus 8, fuga a 3 voci
  - Contrapunctus 9, fuga a 4 voci alla Duodecima
  - Contrapunctus 10, fuga a 4 voci alla Decima
  - Contrapunctus 11, fuga a 4 voci

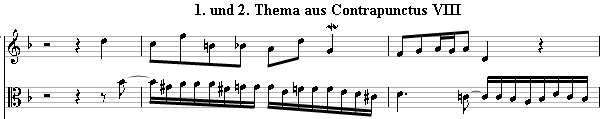
Contrapunctus 8
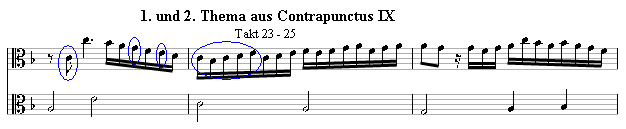
Contrapunctus 9
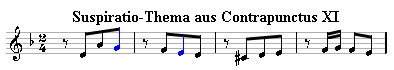
Contrapunctus 11

- Spiegelfuga's: volledige notatie omgekeerd. De Contrapuncti 12 en 13 zijn spiegelfuga's, wat wil zeggen dat de eerste versie van de fuga (rectus) voor de tweede versie (inversus) gewoon gespiegeld wordt: alle dalende intervallen worden stijgend en omgekeerd. De twaalfde fuga is wat strakker van stijl, de dertiende expressiever en virtuozer
  - Contrapunctus inversus 12, fuga a 4 voci
  - Contrapunctus inversus 13, fuga a 3 voci

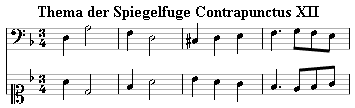
Contrapunctus 12

- Canons. Voordat de gehele cyclus met de grote veertiende fuga wordt afgesloten, worden eerst de vier canons uitgevoerd. De eerste is de Canon all Ottava, waarbij Bach het thema op een enkele balk heeft genoteerd en de tweede stem (de eerste stem, maar dan een octaaf lager) na vier maten wordt ingezet. De tweede canon is de Canon alla Decima in Contrapunto alla Terza (een canon waarbij de tweede stem na vier maten een octaaf plus een terts hoger inzet). Na een brugpassage in het midden wordt een tweede canon ingezet die een octaaf afstand heeft. De derde canon is de Canon alla Duodecima in Contrapunto alla Quinta; de afstand is hier dus een octaaf plus een kwint, waarbij de tweede stem pas na acht maten inzet. De vierde canon heet Canon per augmentationem in Contrario Motu. Het betreft een cirkelcanon (perpetuus) waarbij de genoteerde partij na twee maten gevolgd wordt door diezelfde partij, maar dan een kwart lager en bovendien gespiegeld en met tweemaal zo lange tijdsduren van alle noten
  - Canon alla Ottava
  - Canon alla Decima in Contrapunto alla Terza
  - Canon alla Duodecima in Contrapunto alla Quinta
  - Canon per Augmentationem in Contrario Motu

Bach-thema

- In de laatste fuga, de 14e, heeft Bach de tonen van zijn eigen naam verwerkt, B.A.C.H., en deze als laatste thema toegevoegd aan twee overige thema's: een variatie op het hoofdthema van de gehele cyclus en een wat sneller lopend thema. Het eerste deel van deze fuga bestaat uit een vierstemmige fuga over de genoemde variatie van het hoofdthema, het tweede deel uit een expositie over het tweede sneller lopende thema, waarop in de doorspeling de eerste twee thema's in een dubbelfuga gecombineerd worden. Daarna komt het BACH-thema aan bod met een vierstemmige fuga, waarna de drie thema's samenkomen in wat met een tripelfuga had moeten afsluiten; verder dan een eerste aanzet daarvan is niet overgeleverd. De oorspronkelijke versie van het hoofdthema zoals in Fuga 1 zou uiteindelijk weer gecombineerd moeten worden met de overige drie thema's in een quadrupelfuga. De Finse componist Kalevi Aho, groot liefhebber van de muziek van Bach, schreef deze Contrapunt helemaal uit in zijn Contrapunt 14 uit 2011
  - Fuga a 3 Soggeti (Contrapunctus 14)

## Een onvoltooid werk?

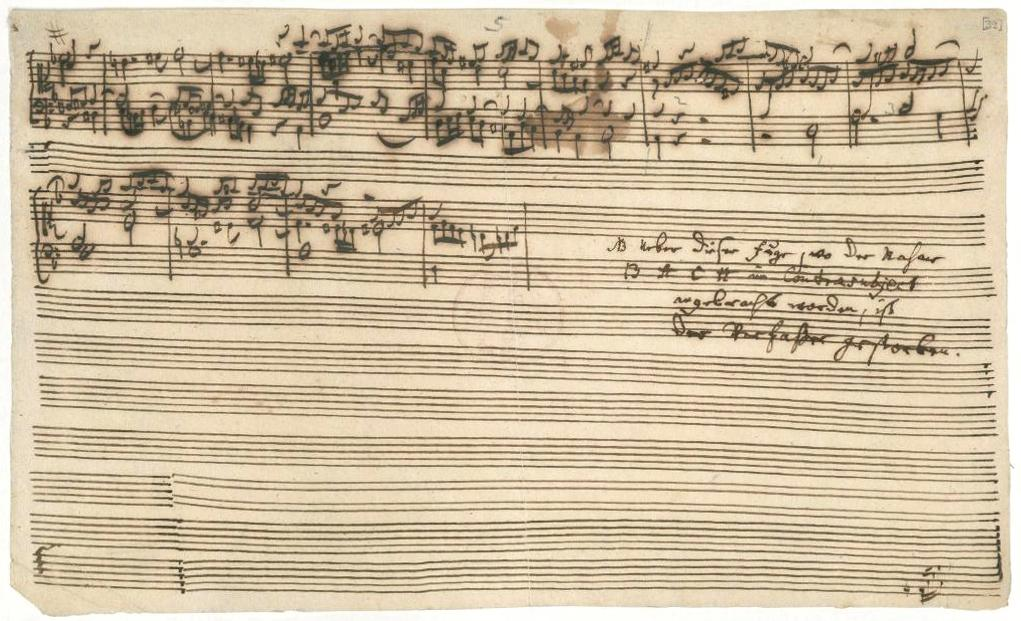
Het onvoltooide Contrapunt 14 uit de Kunst der Fuge, met de aantekening van C.Ph.E. Bach

### Een onvolledig werk
Het werk is onvolledig overgeleverd. Bachs zoon Carl Philipp Emanuel schreef pas enkele jaren voor zijn eigen overlijden (1788) in het manuscript bij de laatste fuga Über dieser Fuge, wo der Nahme B.A.C.H. im Contrasubject angebracht worden, ist der Verfasser gestorben (Bij deze fuga, waar de naam B.A.C.H. in contrasubject is gegeven, is de componist overleden), waarmee hij de legende creëerde dat de Kunst der Fuge het laatste werk was waar Bach aan werkte.
In 1751 werd het werk postuum gepubliceerd met een heruitgave in 1752 met een uitgebreide inleiding van Marpurg. De gepubliceerde versie bevat talloze wijzigingen op de autograaf en de toevoeging van twee canons, een complete fuga en de contrapuntische kerkliedbewerking  Wenn wir in höchsten Nöthen sein voor orgel en een bewerking voor twee klavierinstrumenten van een vroegere versie van een van de spiegelfuga's. Ook Marpurg vermeldt de plotselinge dood als oorzaak van het niet afronden van het werk. Es ist nichts mehr zu bedauern, als daß selbiger durch seine Augenkrankheit und den kurz darauf erfolgten Tod außer Stande gesetzt worden, es selbst zu endigen und gemein zu machen. Es wurde von demselben mitten unter der Ausarbeitung seiner letzten Fuge, wo er sich bey Anbringung des dritten Satzes nahmentlich zu erkennen giebet, überraschet (Niets is meer te betreuren dan het feit dat Bach, door zijn oogziekte en daaropvolgende dood, verhinderd was om zijn werk zelf af te maken en het aan ons beschikbaar te stellen. Hij werd verrast door zijn eigen dood, die hem trof toen hij midden in de voltooiing was van zijn laatste fuga, waarin hij zich met zijn eigen naam bekendmaakte).

### Onvolledig, maar onvoltooid?
De vraag is echter gesteld door Christoph Wolf of het onvoltooide werk door overmacht niet is afgerond of dat het onvoltooid is overgeleverd, mede doordat het zowel na Bachs dood uit de nagelaten manuscripten en gecorrigeerde delen moest worden samengevoegd en is gerangschikt door drukkers die niet in de bedoelingen van de componist ingevoerd waren.
Volgens Wolff zijn er goede argumenten om te betogen dat Bach het werk, al dan niet in schetsvorm, heeft afgerond. Voor het ontwerpen en opzetten van een quadruple fuga (een fuga met vier thema's) moet een componist met het gedeelte beginnen dat de vier thema's verenigt om eventuele problemen te ondervangen bij het samengaan van die thema's en om die thema's sluitend te maken. De componist werkt daarom niet van a naar z, maar van z naar a. Het zou dus ondenkbaar zijn dat Bach het bestaande deel gecomponeerd had voordat hij het ontbrekende quadruplegedeelte had uitgewerkt, of op zijn minst in schets had opgezet.
Waarom breekt het werk dan abrupt af in maat 239 (zie afbeelding)? Volgens Wolff heeft dit een praktische oorzaak. Duidelijk is te zien dat het blad waarop de laatste maten staan op de tweede helft notenbalken heeft die van mindere kwaliteit zijn (vaag, verschoven, niet met de volledige vijf lijnen). Dit bood letterlijk niet voldoende ruimte voor de notendichtheid van een complexe fuga. Bach heeft het vervolg hoogstwaarschijnlijk op een ander blad geschreven, een werkwijze die hij aantoonbaar met andere delen (en in andere werken) ook toepaste.
Duidelijk is dat de uitgevers van de Kunst der Fuge niet op de hoogte waren van de bedoeling van de componist en fouten hebben gemaakt bij het in de juiste volgorde plaatsen van de verschillende delen. Het op volgorde brengen van losse bladen van een afzonderlijk deel gaf daarbij blijkbaar nog meer problemen: zij wisten nog wel wat zij moesten doen met een stuk zonder eind, maar niet met een stuk zonder begin – het nu ontbrekende fragment.

## Bezetting
Bach geeft in zijn werk geen aanduiding voor welk instrument de Kunst der Fuge bestemd is. Dat was ook niet nodig omdat de notatiewijze en het karakter van het werk voor iedere tijdgenoot duidelijk wees op een klavierinstrument. Het gaat daarmee terug op de vroeg-17e-eeuwse traditie van muziek in contrapunt genoteerd als partituur. Christoph Wolff schrijft in de inleiding van zijn bezorging van het werk uit 1987: The destination of the Art of Fugue for keyboard results not only from its historical context (openscore notation of polyphonic keyboard music was a convention since Scheidt and Frescobaldi), but especially from its texture designed with regard to "manualiter" playability (De bestemming van de Kunst der Fuge voor klavierinstrumenten komt niet alleen voort uit zijn historische context (partituurnotatie van polyfone klaviermuziek gold sinds Scheidt en Frescobaldi als conventie), maar vooral op de structuur van de compositie, die consequent de speelbaarheid op een klavier in acht neemt).
De delen van het werk staan genoteerd met elke stem op een aparte notenbalk. Deze gebruikelijke oude wijze van noteren vindt men ook bij (gedrukte) klavierwerken in contrapunt van Mayone, Coelho, Titelouze, Froberger, Roberday, Buxtehude en andere componisten. Van Bachs Canonischen Veränderungen über: Von Himmel hoch da komm ich her (BWV 769) werd de vierde variatie eveneens op vier balken afgedrukt. Hetzelfde gebeurde met de zesstemmige Ricercar, een werk voor klavier uit het Musicalisches Opfer (BWV 1079).
Andere dan klavierinstrumenten kunnen uitgesloten worden op grond van het toonbereik van de individuele stemmen, het kruisen van de tenor- en baslijnen, de sleutels en op grond van de klavier-typische eigenaardigheden in de compositie. Daarnaast zijn er versieringstekens die Bach alleen voor klaviermuziek gebruikte; ook is de eerste druk zo gezet dat de bladen gemakkelijk omgeslagen kunnen worden tijdens de uitvoering.

### Orgel, klavichord of klavecimbel
Als de conclusie is dat een klavierinstrument het voor de Kunst der Fuge beoogde instrument is, dan is de vraag vervolgens of Bach een orgel, klavichord of een klavecimbel in gedachte had.
Het orgel komt niet in aanmerking om de volgende redenen:
- Bereik orgel:
  - het bereik van de eerste twaalf contrapuncti valt binnen het bereik van het orgel C-c"'; in de canons gaat het bereik boven de BB-d"' van het orgel uit (in Contrapunt 13 en 18: C-e"');
  - Contrapunt 18 ("a 2 Clav.") sluit het orgel uit door het bereik;
- Muziektechnisch:
  - pedaalpartijen ontbreken in de Kunst der Fuge en, wanneer bedoeld voor een orgel, zou dat buitengewoon zijn bij een componist als Bach die het bespelen van het orgelpedaal tot een groot niveau had gebracht;
  - de dichte verwevenheid van tenor- en baslijnen is ongebruikelijk voor orgel, maar normaal bij klavecimbelcomposities;
  - de niet aangehouden noten en de zogenaamde pseudopolyfonie die daarmee wordt bereikt is alleen effectief op een klavecimbel.

Het klavichord is lange tijd beschouwd als een instrument dat niet met Bach gerelateerd kon worden. Nochtans blijkt uit recente studies niet enkel het belang van het instrument in die tijd en regio, maar ook het feit dat Bach naast verschillende klavecimbels ook minstens drie klavichorden heeft gehad. De Drei Claviere nebst Pedal zijn zonder twijfel klavichorden geweest, overigens bij leven aan zijn jongste zoon geschonken. Immers, de overige toetsinstrumenten zijn benoemd met hun precieze naam, wat geen twijfel meer open laat over de aanwezigheid van een uitgebreide klavichord verzameling in Bachs woning. Vandaag kan het verwonderen waarom zo lange tijd is volgehouden dat Bach geen of nauwelijks interesse zou gehad hebben in het klavichord, want het zou hem volledig buiten de context van zijn tijd hebben geplaatst. Ook is er, uiteraard naast het beroemde citaat van Forkel uit diens biografie in 1802 (am liebsten spielte er am Clavichord), informatie die rechtstreeks van de zonen van Bach afkomstig was en ook de beroemde getuigenis van Agricola, die Bach beschrijft aan het klavichord. C.P.E. Bach beschrijft in zijn boek over klavierspel uit 1753 de twee voornaamste toetsinstrumenten, zijnde klavecimbel en klavichord, waarbij hij het klavecimbel als instrument voor orkestrale muziek aanduidt, en het klavichord zum allein spielen. In deze zin is het perfect denkbaar en historisch te verantwoorden dat de Kunst der Fuge op klavichord gespeeld wordt, iets wat iemand als Miklos Spanyi al op talrijke concerten met dit werk heeft aangeduid.
Al dit wil uiteraard niet zeggen dat het werk niet uitstekend kan klinken op een klavecimbel.
Desalniettemin heeft de notatie op vier balken in de 20e eeuw geleid tot discussies over de vraag voor welk instrument of instrumenten Bach het werk bedoeld zou hebben. Met name de bewerking die Wolfgang Graeser maakte voor groot orkest, orgel en klavecimbel en die op 26 juni 1927 voor het eerst werd uitgevoerd in de Thomaskerk te Leipzig onder leiding van de toenmalige cantor Karl Straube, heeft de discussie beïnvloed. Graesers versie werd in 1932 zelfs als supplement opgenomen in de al afgesloten Bach-Gesamtausgabe. Een stroom van bezettingen voor diverse instrumenten is sindsdien gebruikt voor de compositie.

## Uitvoering
De vraag of de Kunst der Fuge ook daadwerkelijk voor uitvoering bestemd was en niet een illustratie was van wat mogelijk is op het gebied van contrapunt wordt nog steeds gesteld. Boyd stelt dat zelfs met de meest doordachte uitvoering en beluistering met de hoogste aandacht de canons in de Kunst der Fuge (en het Musicalisches Opfer) droog en academisch klinken. Het lezen van de muziek biedt zijns inziens inzicht in een rijkdom die beluistering niet biedt.
Het werk is echter meer dan een staalkaart van contrapuntisch kunnen en verre van een abstract of theoretisch geheel. De Kunst der Fuge is een klavierwerk dat weliswaar ingetogener en subtieler is dan andere werken van Bach, maar het is zeer zeker ook rijk gevarieerd, virtuoos en expressief.

## Geselecteerde discografie
Er zijn minstens 182 opnames gemaakt waarbij Die Kunst der Fuge op klavecimbel wordt uitgevoerd - het instrument waarvoor het werk geschreven is. Verder zijn er ruim 75 opnamen van een uitvoering op orgel, verschillende van een uitvoering op piano en talloze van een uitvoering door een vocaal of instrumentaal ensemble - variërend van strijkkwartet, gamba- of gitaarconsort, via hout-, riet- en koperensembles tot barok-, harmonie- en symfonieorkest. Voor een overzicht met korte recensies zie . 
Drie opnames op klavecimbel zijn:
- Gustav Leonhardt (klavecimbel; met in de spiegelfuga's Bob van Asperen, 2e klavecimbel) (BASF Harmonia Mundi 2lps, 29 20378-6; ook uitgebracht op Deutsche Harmonia Mundi, 2cds, Editio Classica GD 77013)
- Ton Koopman en Tini Mathot (versie voor twee klavecimbels) (Erato, 4509-96387-2)
- Pieter Dirksen (klavecimbel; versie van 1742 / tussenversie van 1747) (Etcetera KTC 1348)

Een overzicht van orgeluitvoeringen, met koppelingen naar geluidsbestanden, is hier te vinden.